# HRV Cup
Der HRV Cup ist der nationale Twenty20-Cricket-Wettbewerb in Neuseeland. Der 2006 eingeführte Wettbewerb hat seit seiner Gründung mehrere Namenswechsel vollzogen und ist seit der Saison 2019/20 als Dream 11 Super Smash bekannt. Zwischen der Saison 2008/2009 und 2013/14 qualifizierten sich die Sieger des Wettbewerbs als neuseeländischer Vertreter für die jährliche Champions League Twenty20. Der aktuelle Titelträger ist Auckland Aces. Sie gewannen die Trophäe durch ihre bessere Platzierung in der Vorrunde, nachdem das Finale gegen den Canterbury Kings als No Result endete.

## Mannschaften
Am Wettbewerb nehmen die Mannschaften der sechs neuseeländischen nationalen First-Class Teams teil:
| Franchise            | Region                                                                                | Heimstadion     |
| -------------------- | ------------------------------------------------------------------------------------- | --------------- |
| Auckland Aces        | Auckland                                                                              | Eden Park       |
| Canterbury Kings     | Canterbury                                                                            | Hagley Oval     |
| Central Stags        | südliche Distrikte der Nordinsel ohne Wellington und nördliche Distrikte der Südinsel | McLean Park     |
| Northern Brave       | nördliche Distrikte der Nordinsel ohne Aukland                                        | Seddon Park     |
| Otago Volts          | südliche Distrikte der Südinsel                                                       | University Oval |
| Wellington Firebirds | Wellington                                                                            | Basin Reserve   |

## Sieger
| Saison                           | Finalort                         | Sieger                           | Finalgegner                      | Ergebnis                                       |                                  |                                  |
| New Zealand Twenty20 Competition | New Zealand Twenty20 Competition | New Zealand Twenty20 Competition | New Zealand Twenty20 Competition | New Zealand Twenty20 Competition               | New Zealand Twenty20 Competition | New Zealand Twenty20 Competition |
| -------------------------------- | -------------------------------- | -------------------------------- | -------------------------------- | ---------------------------------------------- | -------------------------------- | -------------------------------- |
| 2005/06                          | Eden Park                        | Canterbury Wizards               | Auckland Aces                    | Canterbury Wizards gewinnt mit 6 Wickets       |                                  |                                  |
| State Twenty20                   |                                  |                                  |                                  |                                                |                                  |                                  |
| 2006/07                          | Eden Park                        | Auckland Aces                    | Otago Volts                      | Auckland Aces gewinnt mit 60 Runs              |                                  |                                  |
| 2007/08                          | Pukekura Park                    | Central Districts Stags          | Northern Knights                 | Central Districts Stags gewinnt mit 5 Wickets  |                                  |                                  |
| 2008/09                          | University Oval                  | Otago Volts                      | Canterbury Wizards               | No Result (Sieger bestimmt durch Gruppenphase) |                                  |                                  |
| HRV Twenty20                     |                                  |                                  |                                  |                                                |                                  |                                  |
| 2009/10                          | Pukekura Park                    | Central Districts Stags          | Auckland Aces                    | Central Districts Stags gewinnt mit 78 Runs    |                                  |                                  |
| 2010/11                          | Colin Maiden Park                | Auckland Aces                    | Central Districts Stags          | Auckland Aces gewinnt mit 4 Runs               |                                  |                                  |
| 2011/12                          | Colin Maiden Park                | Auckland Aces                    | Canterbury Wizards               | Auckland Aces gewinnt mit 44 Runs              |                                  |                                  |
| 2012/13                          | University Oval                  | Otago Volts                      | Wellington Firebirds             | Otago Volts gewinnt mit 4 Wickets              |                                  |                                  |
| 2013/14                          | Seddon Park                      | Northern Knights                 | Otago Volts                      | Northern Knights gewinnt mit 5 Wickets         |                                  |                                  |
| Georgie Pie Super Smash          |                                  |                                  |                                  |                                                |                                  |                                  |
| 2014/15                          | Seddon Park                      | Wellington Firebirds             | Auckland Aces                    | Wellington Firebirds gewinnt mit 6 Runs        |                                  |                                  |
| 2015/16                          | Yarrow Stadium                   | Auckland Aces                    | Otago Volts                      | Auckland Aces gewinnt mit 20 Runs              |                                  |                                  |
| McDonald’s Super Smash           |                                  |                                  |                                  |                                                |                                  |                                  |
| 2016/17                          | Pukekura Park                    | Wellington Firebirds             | Central Stags                    | Wellington Firebirds gewinnt mit 14 Runs       |                                  |                                  |
| Burger King Super Smash          |                                  |                                  |                                  |                                                |                                  |                                  |
| 2017/18                          | Seddon Park                      | Northern Knights                 | Central Stags                    | Northern Knights gewinnt mit 9 Wickets         |                                  |                                  |
| 2018/19                          | Seddon Park                      | Central Stags                    | Northern Knights                 | Central Stags gewinnt mit 67 Runs              |                                  |                                  |
| Dream 11 Super Smash             |                                  |                                  |                                  |                                                |                                  |                                  |
| 2019/20                          | Basin Reserve                    | Wellington Firebirds             | Auckland Aces                    | Wellington Firebirds gewinnt mit 22 Runs       |                                  |                                  |
| 2020/21                          | Basin Reserve                    | Wellington Firebirds             | Canterbury Kings                 | Wellington Firebirds gewinnt mit 5 Wickets     |                                  |                                  |
| 2021/22                          | Seddon Park                      | Northern Brave                   | Canterbury Kings                 | Northern Brave gewinnt mit 56 Runs             |                                  |                                  |
| 2022/23                          | Hagley Oval                      | Northern Brave                   | Canterbury Kings                 | Northern Brave gewinnt mit 7 Wickets           |                                  |                                  |
| 2023/24                          | Eden Park                        | Auckland Aces                    | Canterbury Kings                 | No Result (Sieger bestimmt durch Gruppenphase) |                                  |                                  |
| 2024/25                          | Basin Reserve                    | Central Stags                    | Canterbury Kings                 | Central Stags gewinnt mit 6 Wickets            |                                  |                                  |

## Abschneiden der Mannschaften
| Vorrunde (VR)     |
| Halbfinale (HF)   |
| Zweiter Platz (2) |
| Turniersieger (1) |

| Team                 | 2005/06 | 2006/07 | 2007/08 | 2008/09 | 2009/10 | 2010/11 | 2011/12 | 2012/13 | 2013/14 | 2014/15 | 2015/16 | 2016/17 | 2017/18 | 2018/19 | 2019/20 | 2020/21 | 2021/22 | 2022/23 | 2023/24 | 2024/25 |
| -------------------- | ------- | ------- | ------- | ------- | ------- | ------- | ------- | ------- | ------- | ------- | ------- | ------- | ------- | ------- | ------- | ------- | ------- | ------- | ------- | ------- |
| Auckland Aces        | 2       | 1       | VR      | VR      | 2       | 1       | 1       | HF      | VR      | 2       | 1       | VR      | HF      | HF      | 2       | VR      | VR      | VR      | 1       | VR      |
| Canterbury Kings     | 1       | VR      | VR      | 2       | VR      | VR      | 2       | VR      | HF      | VR      | HF      | HF      | VR      | VR      | VR      | 2       | 2       | 2       | 2       | 2       |
| Central Stags        | VR      | VR      | 1       | VR      | 1       | 2       | VR      | VR      | VR      | VR      | VR      | 2       | 2       | 1       | VR      | HF      | VR      | VR      | VR      | 1       |
| Northern Brave       | VR      | VR      | 2       | VR      | VR      | VR      | VR      | VR      | 1       | HF      | VR      | VR      | 1       | 2       | VR      | VR      | 1       | 1       | VR      | HF      |
| Otago Volts          | VR      | 2       | VR      | 1       | VR      | VR      | VR      | 1       | 2       | VR      | 2       | VR      | VR      | VR      | HF      | VR      | VR      | HF      | VR      | VR      |
| Wellington Firebirds | VR      | VR      | VR      | VR      | VR      | VR      | VR      | 2       | VR      | 1       | VR      | 1       | VR      | VR      | 1       | 1       | HF      | VR      | HF      | VR      |